# Muhàmmad VI ibn al-Hàssan
Muhàmmad ibn al-Hàssan o Muhàmmad VI fou emir hàfsida sota protecció espanyola (1573-1574). Era fill d'al-Hàssan ibn Muhàmmad, i quan el fill d'aquest i germà de Muhàmmad, Àhmad ibn al-Hàssan va enderrocar el pare el 1543, s'hi va oposar i es va revoltar i va fer aliança amb els espanyols i la tribu xabbiyya, que havien format un estat marabut a Kairuan i estaven liderats per Muhàmmad ibn Abi-Tàyyib; Àhmad va derrotar els xabbiyya el 1552; Muhammad, partícip de la derrota, es va refugiar a la Goleta, que estava en poder dels espanyols des del 1535. Els espanyols no passaven per bon moment i la seva base de Mahdia va haver de ser evacuada enfront del corsari Dragut, aliat otomà, el 1554. No fou fins al 1573 que Joan d'Habsburg i Blomberg va ocupar Tunis, que estava en poder dels otomans després del 1569, i va proclamar el restabliment de la dinastia hàfsida en la persona de Muhàmmad (VI). L'any següent, 1574, els espanyols van haver d'evacuar Tunis i Muhàmmad va marxar amb ells i així es va acabar la dinastia.